# Burgruine Lobenstein (Oberpfalz)
Die Burgruine Lobenstein ist eine ehemalige, vermutlich hochmittelalterliche Adelsburg in der Gemeinde Zell nordöstlich von Regensburg im oberpfälzischen Landkreis Cham in Bayern. Die Anlage ist unter der Aktennummer D-3-72-167-6 als denkmalgeschütztes Baudenkmal von Zell verzeichnet. Ebenso wird sie als Bodendenkmal unter der Aktennummer D-3-6840-0045 im Bayernatlas als „archäologische Befunde im Bereich der mittelalterlichen Burgruine "Lobenstein"“ geführt.
Die Ruine der Höhenburg ist jederzeit frei zugänglich und wird als Aussichtspunkt genutzt.

## Geographische Lage

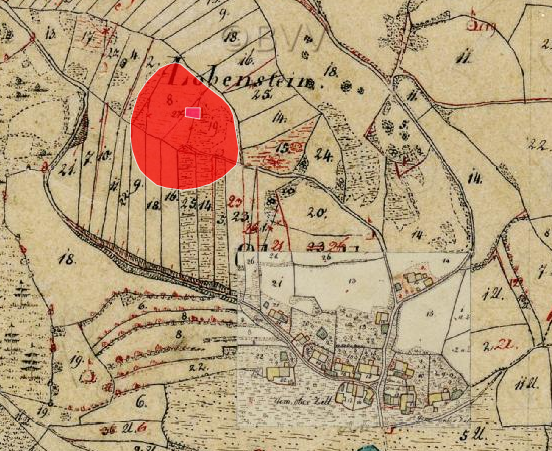
Lageplan der Burgruine Lobenstein (Oberpfalz) auf dem Urkataster von Bayern

Die Burgruine befindet sich im Oberen Bayerischen Wald, unmittelbar nördlich über dem Ort Zell auf dem 564,6 m ü. NHN hohen Zeller Schlossberg, etwa 27 Kilometer nordöstlich von Regensburg. Sie besteht aus einem großen trapezförmigen Wohnturm, der sich auf dem felsigen Gipfel befindet, und einem abgegangenen Gebäude neben dem Gipfelbereich, von denen aber nur noch schwache Wälle zu sehen sind.
In der Nähe befinden sich noch weitere ehemalige mittelalterliche Burgen, nur wenige Kilometer nordnordwestlich der Burgstall Katzenrohrbach nördlich der gleichnamigen Ortschaft und etwas weiter nördlich der Burgstall Kirchenrohrbach oder Gußstein am Nordhang des Flusses Regen. Eine weitere ehemalige Burg stand im nordwestlich gelegenen Ort Hatzelsdorf, in südöstlicher Richtung liegt die Burgruine Sengersberg bei dem Dorf Au auf dem gleichnamigen Berg, im Südwesten die Burgruine Siegenstein und nordöstlich die Burg Regenpeilstein.

## Geschichte
Die Burg Lobenstein, deren Entstehung in der Literatur oft erst ins 14. Jahrhundert gesetzt wurde, wurde möglicherweise schon während des frühen 12. Jahrhunderts gegründet, denn in einer Tradition des Klosters Reichenbach aus dem mittleren 12. Jahrhundert werden die beiden vermutlichen Brüder „Othmar“ und „Rizman de Lobeneke“ erwähnt. Sie waren Ministeriale der Diepoldinger Grafen, deren namensgebender Stammsitz Lobeneck sich wohl auf die spätere Burg Lobenstein bezieht. Im Mauerwerk an der Nord- und Nordostseite des Wohnturmes finden sich heute noch die Reste eines Vorgängerbaus, der mit dem heutigen Wohnturm überbaut wurde. Diese Burg diente zu dieser Zeit vermutlich zur Sicherung des markgräflichen Herrschaftsgebietes nach Westen.
Zu einem nicht genau bekannten Zeitpunkt kamen die Herren von Peilstein in den Besitz der vermutlich zerstörten Burg Lobenstein. Im Jahr 1339 verkaufte „Eiban von Peilstein“ seinen Burgstall bei Zell an „Eberhard Hofer von Hof“. Er erhielt am 23. Mai 1340 von Kaiser Ludwig der Bayer die Erlaubnis „das purkstal bei Zelle, das er gechauft hat umb Iban von Peilstein, bowen sull und mug, als im das nutzlich ist“, also die ruinöse Vorgängerburg wieder neu zu errichten, allerdings musste Eberhard dem Kaiser das Öffnungsrecht gegen Zusicherung von kaiserlichem Schutz gewähren. Die Hofer waren Ministeriale der Wittelsbacher, die ihren Stammsitz auf der Burg Hof am Regen hatten, dann aber die Burg Lobenstein zu ihrem Hauptsitz machten, und sich ab 1342 mit Eberhard, Hofer von Lobenstein nannten. Sie hatten ihr Familiengrab im ehemaligen Kloster Walderbach und in der katholischen Pfarrkirche Mariä Himmelfahrt in Zell.
Ab 1380 wird Lobenstein als Sitz einer Hofmark bezeichnet, auf der die Hofer eigene Richter einsetzten. Als Erster ist „Seifried Krumbeck“ bezeugt. 1369 nannte sich „Kalhoch Hofer“ Pfleger zu Lobenstein, 1373 dann ebenso „Eberhard Hofer“.
Eine erneute Zerstörung der Burg fand während der Hussitenkriege, vermutlich bei dem Zug gegen Nittenau 1428, statt. Sie soll aber bereits in dieser Zeit schon nicht mehr bewohnt gewesen sein, und zugunsten des neuen Ansitzes in Zell aufgegeben worden sein.
Danach wurde Burg Lobenstein dennoch wieder aufgebaut, was auch das sekundär eingebaute Mauerwerk im inneren des Wohnturms zeigt.

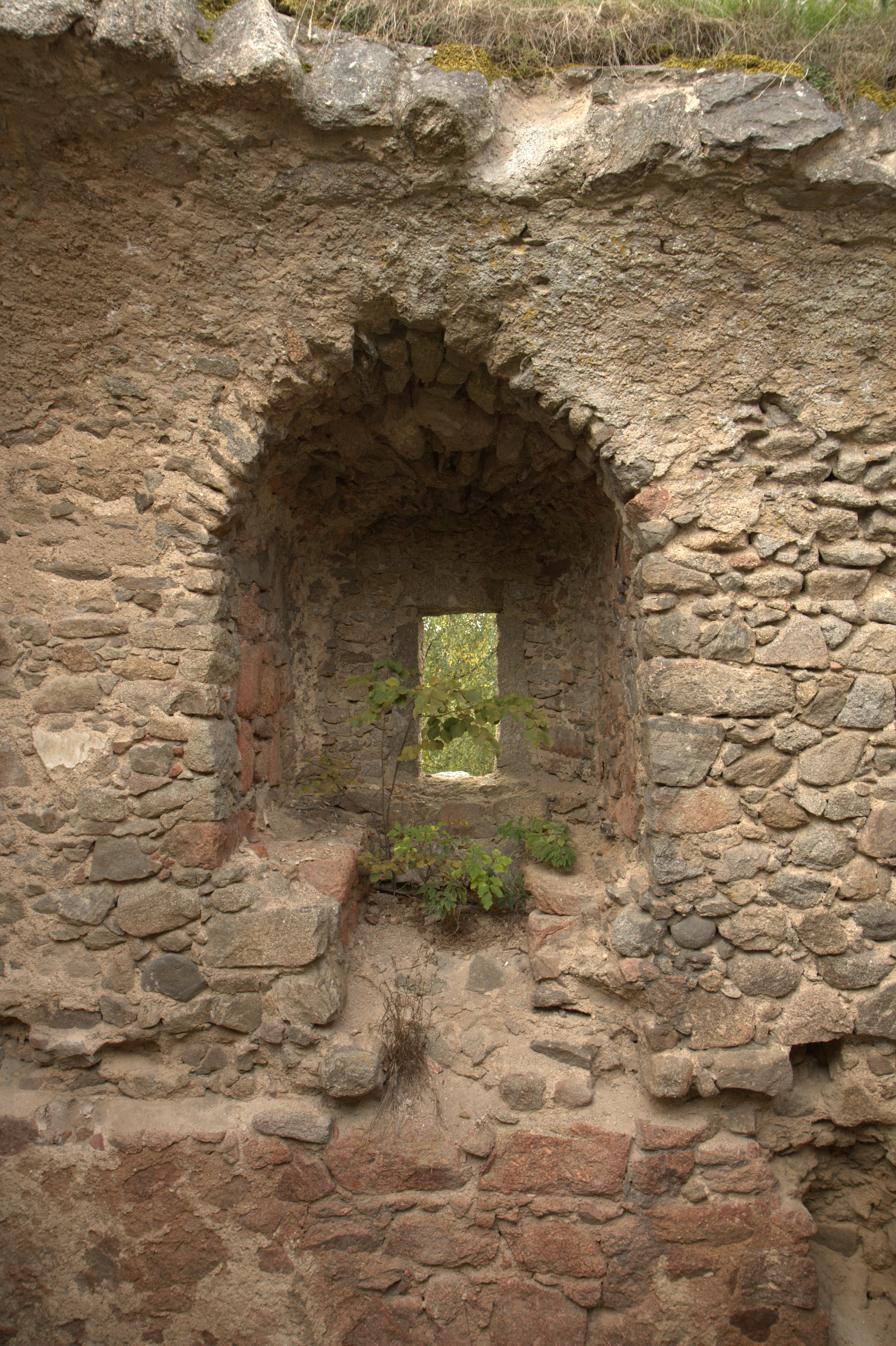
Stichbogige Fensternische mit Sitzbänken auf der Westseite des Wohnturmes

Die Hofer wurden in den Zeiten nach den Hussitenkriegen zu Raubrittern, „Degenhard Hofer“ tötete einige herzögliche Untertanen. Daraufhin wurde Burg Lobenstein 1443 von Herzog Albrecht III. von Bayern-München wegen Raubrittertum erobert. Danach erhielten die Hofer die Burg aber als Lehen wieder zurück, unter Einräumung des Öffnungsrechtes für den Herzog.
1468 war die Burg in gemeinsamen Besitz der Brüder Dietrich und Hans Hofer. Hans verschrieb sich aber wiederum der Raubritterei, weswegen ihm sein Anteil an der Burg im gleichen Jahr durch den wittelsbacher Pfalzgraf Otto II. abgenommen wurde. Auch Dietrich übergab dem Pfalzgrafen seinen Teil an der Burg zu rechtem Mannlehen und versprach ewige Öffnung. Beide Brüder gewährten dem Pfalzgrafen nochmals das Öffnungsrecht, nachdem auch Hans seinen Teil an der Burg Lobenstein wieder in seinen Besitz bekam.
Dietrich Hofer trat trotzdem 1489 dem Löwlerbund, der sich gegen Herzog Albrecht IV. auflehnte bei, stellte die Burg unter den Schutz des böhmischen Herzogs Wladislaw II., und sagte Herzog Albrecht Fehde an. Burg Lobenstein wurde daraufhin, vermutlich im selben Jahr, von herzöglichen Truppen erobert, Dietrichs Sohn Wolf Hofer bekam sie erst 1507 wieder zurück, nachdem er als Landsasse gehorsam gelobt hatte. Im Jahr 1516 huldigten die Brüder Jörg und Wolf Hofer den Pfalzgrafen Ludwig V. und Philipp, nahmen die Burg auf ewig zu Lehen und gewährten eine dauernde Öffnung.
„Schloss Lobenstein“ wurde, nach Grenzstreitigkeiten zwischen Bayern und der Pfalz 1530, am 11. April 1538 der „jungen Pfalz“ zugeschlagen, die nach dem Landshuter Erbfolgekrieg gegründet wurde. Im Jahr 1526 wurden die Besitzer von Lobenstein noch als bayerische Untertanen bezeichnet. Die Hofmark war bis 1550 in Besitz von Jörg Hofer, von ihm ging sie an die Brüder Wolf Dietrich und David Eitel. 1557 wird David Alleinbesitzer, da er allerdings verschuldet war, versuchte er 1558 vergeblich den Besitz an die Freiherrn zu Rhein zu veräußern.
1556 wird die Burg als „…bey 20 Jahr nit bewohnt…“ bezeichnet, wann die Burg als Wohnsitz aufgegeben wurde, ist nicht genau bekannt, möglicherweise schon nach der Eroberung im Löwlerkrieg. Auch im Jahr 1689 wird Lobenstein als „…ain oedes Wesen und blosser Stainhauffen…“ bezeichnet, wobei aber eine Ansicht aus der zweiten Hälfte des 16. Jahrhunderts die Gebäude der Burg noch unter Dach zeigt. Die Hofer auf Lobenstein und Zell saßen aber zu dieser Zeit sicher im 1556 als „…ain Hofpau zu Zell…“ erwähnten Schloss in Zell.
Der letzte Hofer auf Lobenstein und Zell war Hans Georg Hofer, der seit 1593 nachweisbar ist. Der Protestant musste aber 1629 nach Regensburg auswandern, nachdem während des Dreißigjährigen Krieges die Rekatholisierung einsetzte. Er nannte sich noch 1637 nach Lobenstein und Zell, obwohl alle seine Versuche, wieder in den Besitz der Herrschaft zu gelangen, gescheitert waren.
Die endgültige Zerstörung der Burg Lobenstein erfolgte kurz darauf im Jahr 1633 durch schwedische Truppen. Die Erben von Hans Georg Hofer mussten die Ruine 1649 an den böhmischen Freiherren Georg Thomas von Herstenzky zu Herstein und Welhartitz verkaufen, da sie die Anlage nicht wieder errichten konnten. Der Freiherr dagegen beabsichtigte vermutlich die Burg wieder aufzubauen, er huldigte 1652 dem Landesherren. Zu einem Wiederaufbau kam es aber nicht, Georg Thomas verkaufte die Herrschaft 1665 an den Freiherrn Hans Peter von Salis aus dem Bündner Adelsgeschlecht. Nach seinem Tod 1670 fiel das Lehen an den Landesherren zurück. Ab 1709 ist der Schwiegersohn der Witwe von Freiherr Hans Peter von Salis, Conrad Thomas Rummel von Lonnerstadt, Besitzer der beiden Güter zu Zell und Lobenstein. Im Jahr 1737 wird die Burg nochmal als „…das alte eingefallene Schloss Lobenstein…“ erwähnt.
Die Güter blieben bis 1806 in Familienbesitz der Rummel, dann kam der Besitz auf dem Erbweg an die Familie von Frank.
Heute ist von der ehemaligen Burg nur noch der bis zu drei Geschosse hoch erhaltene Wohnturm geblieben, er ist frei zugänglich und dient heute als Aussichtsturm. Von den restlichen Gebäuden haben sich nur, teilweise stark mit Bäumen und Buschwerk überwachsene Wälle und Gräben erhalten.
Die Ruine kann von Zell aus leicht zu Fuß über einen ausgeschilderten Weg erreicht werden.
Die vom bayerischen Landesamt für Denkmalpflege als Baudenkmal erfasste Ruine trägt die Denkmalnummer D-3-72-167-6.

## Beschreibung der Anlage

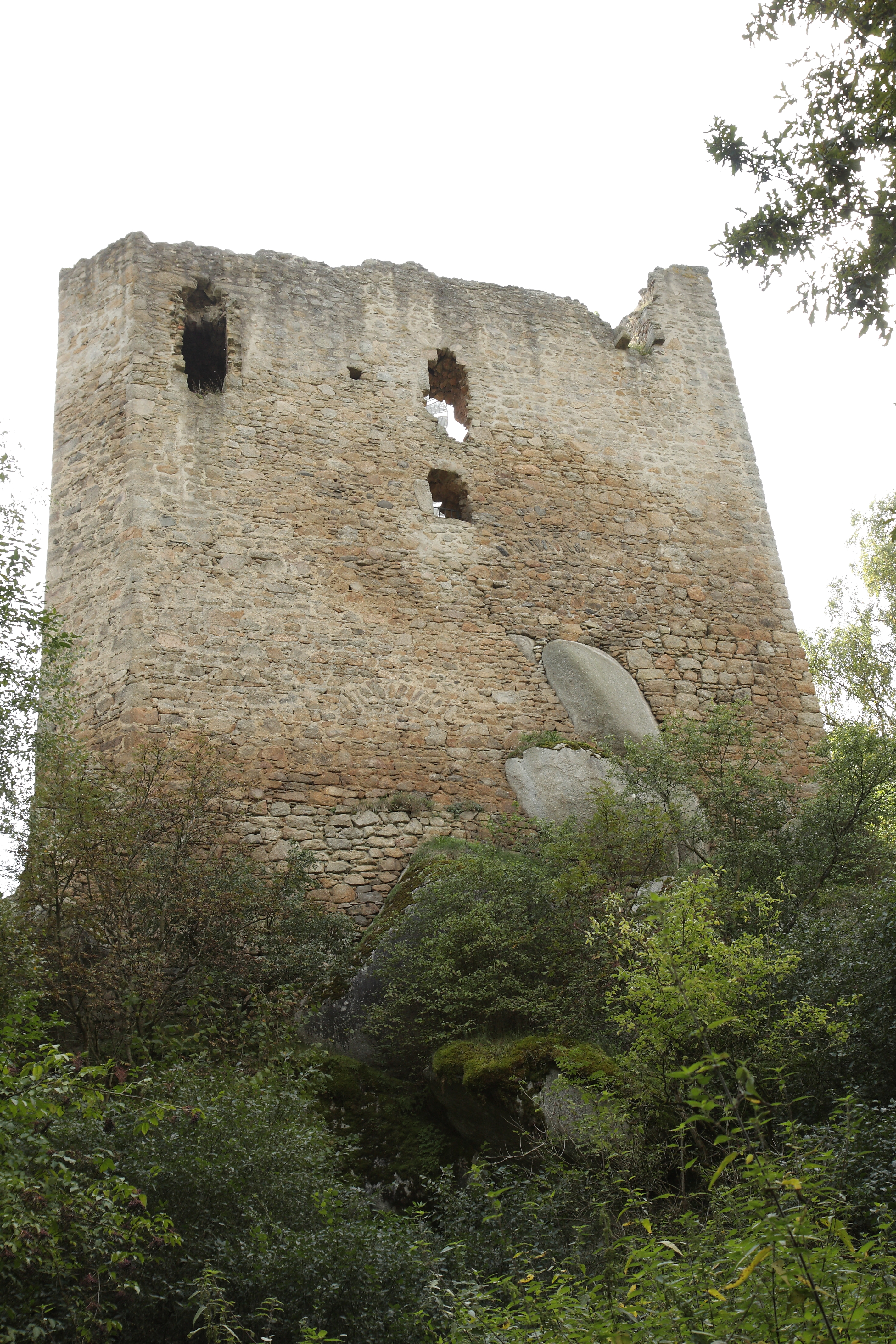
Ansicht der Nordseite des Wohnturmes

Die Ruine der Höhenburg liegt auf und um den höchsten Punkt des Zeller Schlossberges bei 564,6 m ü. NHN auf einer dreiecksförmigen Kuppe, die stellenweise mit rundlich geformten Granit-Felsen bedeckt ist. Der Schlossberg fällt besonders nach Süden sehr steil zum Tal des Perlenbaches ab, auch die West- und die Ostseite des Berges fallen steil ab, nur die nördliche Seite des Berges geht in einen etwas sanfter abfallenden Hang über, der anschließend wieder zu einer benachbarten Bergkuppe aufsteigt.
Die Fläche der einteiligen, eher kleinen Gipfelburg hat etwa die Form eines Trapezes, und besaß eine größte Länge von etwa 65 Meter und eine Breite von 30 Meter.
Die Burganlage war von einer Umfassungsmauer umgeben, von der im östlichen und nordöstlichen Bereich noch ein bis zu 1,8 Meter hoher Schuttwall erkennbar geblieben ist. Im restlichen Bereich, insbesondere im Süden der Anlage ist die Mauer nur noch als Terrassenkante erkenntlich.
An der von Natur aus schlecht geschützten Nord- und Nordwestseite der ehemaligen Burg, ist der Umfassungsmauer ein Graben vorgelagert.
Zugänge zur Anlage könnten im Bereich der heutigen Auffahrt in der Mitte der Ostseite, und eventuell an der Westseite gelegen haben.
Im südlichen und teilweise im östlichen Bereich der Anlage befand sich der Burghof, er lag im niedrigsten Teil der Burganlage. An der Nordwestseite der Burganlage stand ein erhöht liegender Wohnbau mit den Ausmaßen von etwa 28 mal 16 Metern, von dem heute nur noch die Fundamente und ein verstürztes Kellergewölbe erkennbar ist. Auf einer Ansicht des 16. Jahrhunderts ist der Bau als zweigeschossiges Gebäude mit Walmdach erkennbar. Die Nordseite dieses Gebäudes stand nur wenige Meter hinter der Umfassungsmauer, so dass hier ein sehr schmaler vermutlicher Zwingerbereich entstand.
Auf dem höchsten Punkt der Anlage, im Nordostbereich stand ein Wohnturm, er war an die Nordostseite des Wohnbaues angeschlossen.
Der Turm steht auf mehreren der Granit-Felsblöcken, die in das Mauerwerk des Turmes integriert wurden. Auch im Kellergeschoss treten die Felsen in Erscheinung. An der Nord- und Westseite des Turmfußes entstanden zwischen den Felsen kleine Höhlenräume, die mit Vorsatzmauern geschlossen wurden.
Der Wohnturm hatte die Form eines Trapezes, drei Etagen und ein Kellergeschoss. Sie sind bis auf das zweite Obergeschoss heute gut erhalten. Der Turm hat die Maße von 15,5 mal 9,5 bis 13 Meter bei einer Höhe von 18 Metern, und ist aus ausgezwickten lagenhaftem Bruchsteinmauerwerk mit Eckquaderung errichtet. Das Mauerwerk ist im Erdgeschoss bis zu 2,4 Meter stark, die Nordost- und Südostecken des Turmes sind abgeschrägt.
An der Nord- und Nordostseite ist im unteren Bereich Mauerwerk eines älteren Vorgängerbaues zu sehen, dass sich deutlich vom restlichen Mauerwerk abgrenzt. Es könnte von der Burg des 12. Jahrhunderts stammen.
Unter der Osthälfte des Wonturmes befindet sich ein backsteinüberwölbter Keller mit einem nach Osten gerichteten kleinen Schlitzfenster, die restlichen Etagen wurden ursprünglich durch Balkendecken in drei gleich große Räume geteilt. Die heute sichtbaren Unterteilungen, Gewölbe, vorgesetzte Mauern und Pfeiler im inneren des Turmes sind vermutlich während des 15. Jahrhunderts eingebaut worden. Zu dieser Zeit war das Bruchsteinmauerwerk im inneren verputzt, wie Reste des erhaltenen Putzes zeigen.
Im Erdgeschoss liegt der Zugang zum Turm, auf der Westseite dieser Etage befindet sich ein Schlitzfenster, das sich nach außen hin verjüngt. Auch an der Nord- und an der Ostseite befinden sich überwölbte Fensternischen, die östliche zeigt noch die Laibung des rechteckigen Fensters und seitliche Sitzbänke. Diese und die restlichen Laibungen des Wohnturmes wurden vermutlich während Sanierungen in den 70er Jahren ergänzt.
Die Südostecke im inneren des Turmes wurde im Erd- und im ersten Obergeschoss nachträglich durch Mauern abgetrennt, so dass in der Nordostecke ein sehr schmaler und Tonnenüberwölbter Raum entstand, der sich heute über zwei Geschosse erstreckt.
Das 1. Obergeschoss diente sicher als Hauptwohngeschoss, hier sind fünf stichbogige Fensternischen, teilweise mit erhaltenen Sitzbänken vorhanden. Diese Etage ist durch zwei parallel von Norden nach Süden gerichtete Tonnengewölbe bedeckt, von denen heute nur noch die Ansätze der Gewölbe und der dazwischenliegende Pfeiler an der Südseite erhalten ist. Auch in diesem Geschoss ist die Südostecke durch Mauerwerk abgetrennt worden, allerdings ist dieser Raum ebenfalls mit einem von Norden nach Süden gerichteten Tonnengewölbe überspannt.
Vom 2. Obergeschoss des Wohnturmes ist nicht mehr viel erhalten geblieben, es dient heute als Aussichtsplattform. Nur an der Westseite dieser Etage ist noch ein höherer Mauerrest erhalten, in dem sich ein überwölbtes Fenster befindet. An der Nordostecke befindet sich eine weitere Öffnung, an der sich auf der Außenseite des Turmes zwei Kragsteine befinden, eventuell handelt es sich um einen Aborterker.
An der Südostecke des Turmes befindet sich außen ein mehreckiger Anbau, der innen einen runden Grundriss aufweist, dabei könnte es sich um den Rest eines, den Eingang flankierenden Rundturm handeln.